# Philonthus jurgans
Philonthus jurgans är en skalbaggsart som beskrevs av Tottenham 1937. Philonthus jurgans ingår i släktet Philonthus, och familjen kortvingar. Arten är reproducerande i Sverige.